# Guillaume le Roberger de Vausenville
Alexandre-Henry-Guillaume le Roberger de Vausenville est un astronome et mathématicien français du XVIIIe siècle.

## Œuvres
- Consultation sur la quadrature définie du cercle, Paris, 1774
- Essai physico-géométrique, Paris, François Gabriel Merigot, Laurent Charles Houry, Jacques Esprit, Jean Augustin Grange, 1778 (lire en ligne)